# Восточный Азербайджан
Восто́чный Азербайджа́н (перс. آذربایجان شرقی‎ Âzarbâyjân-e Šarqi, азерб. شرقی آذربایجان, Şərqi Azərbaycan) — один из 31 остана Ирана.
Восточный Азербайджан находится на северо-западе государства, граничит с  Азербайджаном и Арменией, а также с останами Ардебиль, Западный Азербайджан и Зенджан.
Остан создан в 1950 году путём разделения остана Азербайджан на западную и восточную часть. Население — 3 603 456 человек (2006 г.). Административный центр остана — город Тебриз.

## География
Остан занимает площадь 45 650 км². Административно Восточный Азербайджан делится на 21 шахрестан:
1. Аджабшир
2. Азершехр
3. Ахар
4. Бонаб
5. Бостанабад
6. Верзекан
7. Джульфа
8. Калейбар
9. Меренд
10. Мелекан
11. Мераге
12. Меяне
13. Оску
14. Сераб
15. Тебриз
16. Харис
17. Хаштруд
18. Хода-Афарин
19. Хуранд
20. Чароймак
21. Шабестар

## История
Восточный Азербайджан — одна из наиболее богатых на исторические события территорий в Иране. Во время господства Александра Македонского в Иране (331 год до н. э.), воин, известный как Атропат, возглавил восстание в этой области, затем территория Мидии называлась Атропатена.
4 апреля 2016 года три миномётных снаряда, выпущенных из зоны армяно-азербайджанского конфликта, разорвались на территории Ирана, что повлекло за собой официальную реакцию властей провинции[значимость факта?].

## Население
| Перепись населения 2010 Родной язык | Перепись населения 2010 Родной язык | Перепись населения 2010 Родной язык | Перепись населения 2010 Родной язык | Перепись населения 2010 Родной язык |
| родной язык                         |                                     |                                     | доля                                |                                     |
| ----------------------------------- | ----------------------------------- | ----------------------------------- | ----------------------------------- | ----------------------------------- |
| Азербайджанский                     |                                     |                                     | 97.80 %                             |                                     |
| Фарси                               |                                     |                                     | 1.40 %                              |                                     |
| Курдский                            |                                     |                                     | 0.20 %                              |                                     |
| Прочие                              |                                     |                                     | 0.6 %                               |                                     |

Основное население — азербайджанцы (включая шахсевенов, афшаров и карадагцев), составляющие свыше 97% населения. Небольшими группами представлены персы, курды, талыши, носители диалектов тати, армяне и ассирийцы.

## Охрана природы
Водно-болотные угодья Куригёль охраняются в рамках Рамсарской конвенции с 1975 года.